# 桑德拉·刘易斯
桑德拉·刘易斯（英語：Sandra Lewis，1978年10月11日—），澳大利亚女子垒球运动员。她曾代表澳大利亚国家队参加2000年、2004年和2008年夏季奥林匹克运动会垒球比赛，获得一枚银牌和二枚铜牌。